# Xylomoia staticis
Xylomoia staticis är en fjärilsart som beskrevs av Dyar 1920. Xylomoia staticis ingår i släktet Xylomoia och familjen nattflyn. Inga underarter finns listade i Catalogue of Life.